# Матвеевский, Павел Алексеевич
Павел Алексеевич Матвеевский (ок. 1828 — 1900) — протоиерей русской православной церкви, известный в конце XIX века русский экзегет, переводчик святоотеческого наследия, духовный писатель.

## Биография
Родился около 1828 года, сын священника, уроженец Псковской епархии.
В 1848 году окончил Нижегородскую духовную семинарию, характеризовался как очень способный человек с независимым характером, в 1853 году — Санкт-Петербургскую духовную академию магистром богословия, после чего был определён преподавать в Смоленскую семинарию в должности профессора физико-математических наук. В 1854 году посвящён во диакона к церкви русского посольства в Париже и в том же году хиротонисан в иерея к церкви российской миссии в Копенгагене. О. Стефан Опатович замечает, что о. Павел попал в Копенгаген вместо Парижа из-за участия Франции в Крымской войне.
Через два года, в 1856, его переместили в Германию в город Висбаден к церкви в Бозе почивающей Великой Княгини Елизаветы Михайловны, герцогини Нассауской и потом в Веймар. За рубежом о. Павел собрал ценную богословскую библиотеку, которую потом привёз с собой в Россию. Через три года его служение за границей завершилось и он в 1859 году был определён к Смоленско-кладбищенской церкви на Васильевском острове в Санкт-Петербурге, в 1880 году произведён в сан протоиерея, а в 1893 духовные власти назначили его настоятелем этой церкви. Согласно о. Стефану Опатовичу, о. Павел уже к 1875 году три раза исполнял должность настоятеля как очередной священник, а в 1873 году епархиальный съезд избрал его членом правления Санкт-Петербургской духовной семинарии, что было утверждено Его Высокопреосвященством.
Будучи человеком дела и твёрдой воли, в своё свободное время о. Павел в течение длительного времени, с 1868-го по 1897 год, преподавал Закон Божий в гаванских школах и в гимназии Видемана. Труд о. Павла о Евангельской истории высоко оценил российский богослов епископ Феофан; в письме к Н. В. Елагину от 5 октября 1890 г. он писал, что Евангельскую историю о. протоиерея Матвеевского нашел превосходной и прибавил, что восторгается его трудом.
Неоднократно отмечался наградами: в 1867 году набедренником, скуфьёй в 1870, камилавкой в 1873, наперсным крестом в 1877 году, а также орденами: Св. Анны 2-й степени, Св. Владимира 4-й степени и орденом черногорского князя Даниила 1, 2 и 3-й степени.
Скончался 9 (22) декабря 1900 года на 72-м году жизни. Заупокойную литургию и отпевание совершил преосвященный Никон, епископ Нарвский. Похоронен на петербургском Смоленском православном кладбище, где был настоятелем Смоленского храма в 1894—1897 годах. Могила находится в нескольких метрах к западу от Троицкой дорожки, идущей от Смоленского храма к часовне блаженной Ксении Петербургской, рядом с местом, где находилась Церковь Святой Троицы.

### Семья
- Дядя — ректор Нижегородской духовной семинарии Аполлоний[3];
- Супруга[4].